# Max Mayer (director de cinema)
Max Mayer és un cineasta estatunidenc. És un dels membres fundadors del New York Stage and Film. Conegut per dirigir programes de televisió com The West Wing i Alias, va escriure i va dirigir la pel·lícula Adam (2009), guanyadora del Premi Alfred P. Sloan.

## Filmografia
- Me and Veronica (1993, productor)
- Better Living (1998)
- Adam (2009)
- As Cool as I Am (2013)